# Mechanicville (New York)
Mechanicville je grad u američkoj saveznoj državi New York. Prema popisu stanovništva iz 2010. u njemu je živjelo 5.196 stanovnika.